# Sichuan Nanzi Paiqiu Dui
Il Sichuan Nanzi Paiqiu Dui è una società pallavolistica cinese con sede a Chengdu, militante nel massimo campionato cinese, la Volleyball League A.

## Storia
La squadra del Sichuan Nanzi Paiqiu Dui di pallavolo maschile è stata fondata nel 1956. Con l'avvento del professionismo il club attraversa il miglior periodo della propria storia: nel 1996 nasce la Volleyball League A, campionato di massima serie al quale la squadra prende parte, aggiudicandosi le prime tre edizioni. Nel 1999 il club partecipa per la prima volta ad una competizione internazionale, aggiudicandosi la Coppa AVC per club.

## Rosa 2015-2016
| N° | Nome             | Ruolo | Data di nascita   | Nazionalità sportiva |
| -- | ---------------- | ----- | ----------------- | -------------------- |
| 1  | Gao Qi           | S/O   | 19 novembre 1993  | Cina                 |
| 2  | Liao Guo         | L     | 14 febbraio 1996  | Cina                 |
| 3  | Deng Tingxi      | S     | 12 gennaio 1991   | Cina                 |
| 4  | Bi Xianhao       | S/O   | 26 febbraio 1994  | Cina                 |
| 5  | Feng Kejun       | S     | 4 luglio 1990     | Cina                 |
| 6  | Chen Tao         | L     | 4 ottobre 1992    | Cina                 |
| 7  | Michał Łasko     | S/O   | 11 marzo 1981     | Italia               |
| 8  | Wen Xingxing     | P     | 6 marzo 1994      | Cina                 |
| 9  | Zbigniew Bartman | S/O   | 4 maggio 1987     | Polonia              |
| 10 | Cao Yiming       | S/O   | 5 gennaio 1992    | Cina                 |
| 11 | Tang Cheng       | C     | 11 settembre 1991 | Cina                 |
| 12 | Qin Song         | C     | 23 luglio 1987    | Cina                 |
| 13 | Yang Guang       | P     | 19 febbraio 1991  | Cina                 |
| 14 | Li Rui           | S     | 17 febbraio 1997  | Cina                 |
| 15 | Du Haixiang      | S     | 25 maggio 1995    | Cina                 |
| 16 | Wang Zhaorui     | C     | 3 aprile 1995     | Cina                 |
| 17 | Liu Shaokai      | P     | 28 marzo 1993     | Cina                 |
| 18 | Wang Zidan       | C     | 11 novembre 1993  | Cina                 |
| 19 | Chen Bailiang    | S/O   | 15 marzo 1999     | Cina                 |
| 20 | Xu Hu            | S     | 24 marzo 1997     | Cina                 |

## Palmarès
- Campionato cinese: 3

1996-97, 1997-98, 1998-99
- Coppa AVC per club: 1

1999